# Ајланд (Кентаки)
Ајланд (енгл. Island) град је у америчкој савезној држави Кентаки.

## Демографија
По попису из 2010. године број становника је 458, што је 23 (5,3%) становника више него 2000. године.
| Група             | 2000.       | 2010.       |
| Белци             | 432 (99,3%) | 437 (95,4%) |
| Афроамериканци    | 0 (0,0%)    | 8 (1,7%)    |
| Азијати           | 0 (0,0%)    | 0 (0,0%)    |
| Хиспаноамериканци | 0 (0,0%)    | 7 (1,5%)    |
| Укупно            | 435         | 458         |